# Llista de topònims del Molar
Llista de topònims (noms propis de lloc) del municipi del Molar, al Priorat
Informació actualitzada per un bot. Els canvis manuals es perdran quan s'actualitzi!

## avenc
| imatge | Nom                    | Ubicat a | instància de | Detalls | coordenades                                                          | Protecció | Commons (més fotos) | Dades a WD                    |
| ------ | ---------------------- | -------- | ------------ | ------- | -------------------------------------------------------------------- | --------- | ------------------- | ----------------------------- |
|        | avenc de les Plantades | el Molar | avenc        |         | 41° 10′ 35″ N, 0° 43′ 27″ E / 41.1763688357379°N,0.724068110251422°E |           |                     | Modifica les dades a Wikidata |
|        | avenc del Basili       | el Molar | avenc        |         | 41° 10′ 57″ N, 0° 40′ 33″ E / 41.1823969986003°N,0.675956611683054°E |           |                     | Modifica les dades a Wikidata |
|        | avenc del Magí         | el Molar | avenc        |         | 41° 10′ 56″ N, 0° 41′ 22″ E / 41.1823525044693°N,0.689406200169709°E |           |                     | Modifica les dades a Wikidata |

## cabana
| imatge | Nom                  | Ubicat a | instància de | Detalls | coordenades                                                          | Protecció | Commons (més fotos) | Dades a WD                    |
| ------ | -------------------- | -------- | ------------ | ------- | -------------------------------------------------------------------- | --------- | ------------------- | ----------------------------- |
|        | caseta del Severino  | el Molar | cabana       |         | 41° 09′ 59″ N, 0° 41′ 34″ E / 41.1663507988603°N,0.692733938050131°E |           |                     | Modifica les dades a Wikidata |
|        | caseta del Socarret  | el Molar | cabana       |         | 41° 09′ 59″ N, 0° 43′ 09″ E / 41.1665098540664°N,0.719248459505352°E |           |                     | Modifica les dades a Wikidata |
|        | era del Mas de Poldo | el Molar | cabana       |         | 41° 08′ 24″ N, 0° 42′ 04″ E / 41.1399677404234°N,0.701212955908972°E |           |                     | Modifica les dades a Wikidata |

## casa
| imatge | Nom             | Ubicat a | instància de | Detalls                     | coordenades                                        | Protecció                                  | Commons (més fotos)        | Dades a WD                    |
| ------ | --------------- | -------- | ------------ | --------------------------- | -------------------------------------------------- | ------------------------------------------ | -------------------------- | ----------------------------- |
|        | Cal Bargalló    | el Molar | casa         | Estil: arquitectura popular | 41° 09′ 53″ N, 0° 42′ 20″ E / 41.16483°N,0.70563°E | bé integrant del patrimoni cultural català |                            | Modifica les dades a Wikidata |
|        | Cal Claro       | el Molar | casa         | Estil: arquitectura popular | 41° 09′ 52″ N, 0° 42′ 20″ E / 41.16448°N,0.70544°E | bé integrant del patrimoni cultural català | Cal Claro (el Molar)       | Modifica les dades a Wikidata |
|        | Cal Perxet      | el Molar | casa         | Estil: arquitectura popular | 41° 09′ 48″ N, 0° 42′ 22″ E / 41.16327°N,0.70606°E | bé integrant del patrimoni cultural català |                            | Modifica les dades a Wikidata |
|        | Cal Sant Antoni | el Molar | casa         | Estil: arquitectura popular | 41° 09′ 53″ N, 0° 42′ 21″ E / 41.1646°N,0.70587°E  | bé integrant del patrimoni cultural català | Cal Sant Antoni (el Molar) | Modifica les dades a Wikidata |

## collada
| imatge | Nom                      | Ubicat a        | instància de | Detalls | coordenades                                                        | Protecció | Commons (més fotos) | Dades a WD                    |
| ------ | ------------------------ | --------------- | ------------ | ------- | ------------------------------------------------------------------ | --------- | ------------------- | ----------------------------- |
|        | Coll dels Ginebrars      | el Molar        | collada      |         | 41° 08′ 55″ N, 0° 42′ 34″ E / 41.1486°N,0.70943056°E 183 msnm      |           |                     | Modifica les dades a Wikidata |
|        | coll del Clot de l'Heura | Garcia el Molar | collada      |         | 41° 10′ 54″ N, 0° 39′ 53″ E / 41.181666666667°N,0.66472222222222°E |           |                     | Modifica les dades a Wikidata |

## cova
| imatge | Nom                 | Ubicat a | instància de | Detalls | coordenades                                                          | Protecció | Commons (més fotos) | Dades a WD                    |
| ------ | ------------------- | -------- | ------------ | ------- | -------------------------------------------------------------------- | --------- | ------------------- | ----------------------------- |
|        | cova del Jepo       | el Molar | cova         |         | 41° 10′ 47″ N, 0° 40′ 50″ E / 41.1797985817517°N,0.680650227626419°E |           |                     | Modifica les dades a Wikidata |
|        | cova del Rafel      | el Molar | cova         |         | 41° 10′ 19″ N, 0° 41′ 10″ E / 41.1720526759006°N,0.686025399048603°E |           |                     | Modifica les dades a Wikidata |
|        | cova dels Tres Alls | el Molar | cova         |         | 41° 11′ 00″ N, 0° 40′ 39″ E / 41.1833662350078°N,0.677567587247721°E |           |                     | Modifica les dades a Wikidata |

## curs d'aigua
| imatge | Nom             | Ubicat a                        | instància de | Detalls                     | coordenades | Protecció | Commons (més fotos) | Dades a WD                    |
| ------ | --------------- | ------------------------------- | ------------ | --------------------------- | --- | --------- | ------------------- | ----------------------------- |
|        | riu de Montsant | Priorat                         | curs d'aigua | Desemboca: riu de Siurana   | 41° 19′ 19″ N, 0° 51′ 23″ E / 41.321866°N,0.856384°E 41° 10′ 15″ N, 0° 44′ 59″ E / 41.17089°N,0.749689°E                    |           | Riu de Montsant     | Modifica les dades a Wikidata |
|        | riu de Siurana  | Baix Camp Priorat Ribera d'Ebre | curs d'aigua | Desemboca: Ebre Llarg: 50km | 41° 16′ 37″ N, 0° 59′ 58″ E / 41.276988°N,0.999557°E 41° 07′ 54″ N, 0° 38′ 41″ E / 41.13170194444445°N,0.6447438888888889°E |           | Riu de Siurana      | Modifica les dades a Wikidata |

## font
| imatge | Nom              | Ubicat a | instància de | Detalls | coordenades                                                          | Protecció | Commons (més fotos) | Dades a WD                    |
| ------ | ---------------- | -------- | ------------ | ------- | -------------------------------------------------------------------- | --------- | ------------------- | ----------------------------- |
|        | font d'en Míquei | el Molar | font         |         | 41° 08′ 28″ N, 0° 42′ 39″ E / 41.1410159076184°N,0.710874758783367°E |           |                     | Modifica les dades a Wikidata |
|        | font del Baster  | el Molar | font         |         | 41° 10′ 45″ N, 0° 44′ 21″ E / 41.1792089585112°N,0.739300771441426°E |           |                     | Modifica les dades a Wikidata |

## masia
| imatge | Nom                        | Ubicat a | instància de | Detalls                     | coordenades                                                          | Protecció                                  | Commons (més fotos) | Dades a WD                    |
| ------ | -------------------------- | -------- | ------------ | --------------------------- | -------------------------------------------------------------------- | ------------------------------------------ | ------------------- | ----------------------------- |
|        | Caseta d'en Segarra        | el Molar | masia        |                             | 41° 11′ 02″ N, 0° 40′ 25″ E / 41.1837908772753°N,0.673618233311578°E |                                            |                     | Modifica les dades a Wikidata |
|        | Caseta del Claro           | el Molar | masia        |                             | 41° 10′ 04″ N, 0° 41′ 52″ E / 41.1678664398564°N,0.697806076477126°E |                                            |                     | Modifica les dades a Wikidata |
|        | Caseta del Pesso           | el Molar | masia        |                             | 41° 09′ 28″ N, 0° 41′ 44″ E / 41.1577410522147°N,0.695479141057927°E |                                            |                     | Modifica les dades a Wikidata |
|        | Caseta del Secretari       | el Molar | masia        |                             | 41° 10′ 22″ N, 0° 40′ 48″ E / 41.1727316956634°N,0.679934085176009°E |                                            |                     | Modifica les dades a Wikidata |
|        | Mas de Ca la Menda         | el Molar | masia        |                             | 41° 08′ 46″ N, 0° 41′ 58″ E / 41.146199438684°N,0.699350885233875°E  |                                            |                     | Modifica les dades a Wikidata |
|        | Mas de Pinyol              | el Molar | masia        |                             | 41° 09′ 40″ N, 0° 40′ 51″ E / 41.1610694621847°N,0.680917704339268°E |                                            |                     | Modifica les dades a Wikidata |
|        | Mas de Poldo               | el Molar | masia        |                             | 41° 08′ 13″ N, 0° 42′ 02″ E / 41.136868605593°N,0.70057797658869°E   |                                            |                     | Modifica les dades a Wikidata |
|        | Mas de Poldo Vell          | el Molar | masia        |                             | 41° 08′ 14″ N, 0° 42′ 03″ E / 41.1371023767209°N,0.700705445536427°E |                                            |                     | Modifica les dades a Wikidata |
|        | Mas de l'Afaitador         | el Molar | masia        |                             | 41° 09′ 29″ N, 0° 43′ 24″ E / 41.158097963882°N,0.723377710697725°E  |                                            |                     | Modifica les dades a Wikidata |
|        | Mas de l'Engràcia          | el Molar | masia        |                             | 41° 10′ 13″ N, 0° 42′ 41″ E / 41.1703956660465°N,0.711270365553268°E |                                            |                     | Modifica les dades a Wikidata |
|        | Mas de la Barbereta        | el Molar | masia        |                             | 41° 09′ 25″ N, 0° 41′ 04″ E / 41.156907256321°N,0.684449025061035°E  |                                            |                     | Modifica les dades a Wikidata |
|        | Mas de la Nadala           | el Molar | masia        |                             | 41° 09′ 31″ N, 0° 42′ 38″ E / 41.158683812239°N,0.71054115020067°E   |                                            |                     | Modifica les dades a Wikidata |
|        | Mas de la Plana del Portal | el Molar | masia        |                             | 41° 10′ 01″ N, 0° 44′ 19″ E / 41.166937389368°N,0.738638167535744°E  |                                            |                     | Modifica les dades a Wikidata |
|        | Mas de les Puces           | el Molar | masia        |                             | 41° 09′ 23″ N, 0° 44′ 01″ E / 41.156478573149°N,0.733515851519366°E  |                                            |                     | Modifica les dades a Wikidata |
|        | Mas de les Valls           | el Molar | masia        |                             | 41° 08′ 46″ N, 0° 42′ 13″ E / 41.1461497660724°N,0.703630268309306°E |                                            |                     | Modifica les dades a Wikidata |
|        | Mas del Cabaló             | el Molar | masia        |                             | 41° 09′ 09″ N, 0° 43′ 35″ E / 41.1524455346739°N,0.726314190713497°E |                                            |                     | Modifica les dades a Wikidata |
|        | Mas del Camperol           | el Molar | masia        | Estil: arquitectura popular | 41° 10′ 12″ N, 0° 44′ 40″ E / 41.17008°N,0.74447°E                   | bé integrant del patrimoni cultural català |                     | Modifica les dades a Wikidata |
|        | Mas del Cendrós            | el Molar | masia        |                             | 41° 11′ 05″ N, 0° 41′ 07″ E / 41.1846562835713°N,0.685271554510586°E |                                            |                     | Modifica les dades a Wikidata |
|        | Mas del Climent            | el Molar | masia        |                             | 41° 09′ 51″ N, 0° 42′ 53″ E / 41.1640671043244°N,0.714613388788093°E |                                            |                     | Modifica les dades a Wikidata |
|        | Mas del Cola               | el Molar | masia        |                             | 41° 10′ 57″ N, 0° 44′ 33″ E / 41.1825874684202°N,0.742558486439763°E |                                            |                     | Modifica les dades a Wikidata |
|        | Mas del Cros               | el Molar | masia        |                             | 41° 10′ 05″ N, 0° 42′ 35″ E / 41.1680204060392°N,0.709588990194826°E |                                            |                     | Modifica les dades a Wikidata |
|        | Mas del Francesc           | el Molar | masia        |                             | 41° 08′ 49″ N, 0° 41′ 37″ E / 41.1468705349019°N,0.693727096455966°E |                                            |                     | Modifica les dades a Wikidata |
|        | Mas del Miquelet           | el Molar | masia        |                             | 41° 10′ 47″ N, 0° 41′ 06″ E / 41.1796146539916°N,0.684936538799836°E |                                            |                     | Modifica les dades a Wikidata |
|        | Mas del Mosset del Pinyol  | el Molar | masia        |                             | 41° 10′ 50″ N, 0° 40′ 36″ E / 41.1806480444729°N,0.676769539081782°E |                                            |                     | Modifica les dades a Wikidata |
|        | Mas del Perlet             | el Molar | masia        |                             | 41° 10′ 41″ N, 0° 42′ 01″ E / 41.1781405536425°N,0.70036687797233°E  |                                            |                     | Modifica les dades a Wikidata |
|        | Mas del Perxet             | el Molar | masia        |                             | 41° 08′ 23″ N, 0° 42′ 45″ E / 41.139805978005°N,0.71238952021549°E   |                                            |                     | Modifica les dades a Wikidata |
|        | Mas del Petit del Quico    | el Molar | masia        |                             | 41° 10′ 48″ N, 0° 41′ 10″ E / 41.1799346678226°N,0.686069734063547°E |                                            |                     | Modifica les dades a Wikidata |
|        | Mas del Plàcido            | el Molar | masia        |                             | 41° 09′ 39″ N, 0° 40′ 51″ E / 41.1608160061167°N,0.680855135139641°E |                                            |                     | Modifica les dades a Wikidata |
|        | Mas del Portal             | el Molar | masia        |                             | 41° 09′ 50″ N, 0° 44′ 14″ E / 41.1639437809492°N,0.737096351657669°E |                                            |                     | Modifica les dades a Wikidata |
|        | Mas del Quico              | el Molar | masia        |                             | 41° 10′ 37″ N, 0° 41′ 16″ E / 41.1770510265172°N,0.687792535423606°E |                                            |                     | Modifica les dades a Wikidata |
|        | Mas del Rasquerà           | el Molar | masia        |                             | 41° 09′ 53″ N, 0° 43′ 59″ E / 41.1647208399061°N,0.733100627354121°E |                                            |                     | Modifica les dades a Wikidata |
|        | Mas del Sebrino            | el Molar | masia        | Estil: arquitectura popular | 41° 09′ 58″ N, 0° 41′ 40″ E / 41.16601°N,0.69452°E                   | bé integrant del patrimoni cultural català |                     | Modifica les dades a Wikidata |
|        | Mas dels Flares            | el Molar | masia        |                             | 41° 09′ 41″ N, 0° 42′ 57″ E / 41.1614260294029°N,0.715873175020948°E |                                            |                     | Modifica les dades a Wikidata |
|        | Tancat del Coco            | el Molar | masia        |                             | 41° 10′ 03″ N, 0° 41′ 45″ E / 41.1674381845995°N,0.695759034394485°E |                                            |                     | Modifica les dades a Wikidata |
|        | lo Mas Vell                | el Molar | masia        |                             | 41° 10′ 17″ N, 0° 43′ 07″ E / 41.1712966706199°N,0.718545968978982°E |                                            |                     | Modifica les dades a Wikidata |

## mina
| imatge | Nom                  | Ubicat a | instància de | Detalls                                  | coordenades | Protecció                                  | Commons (més fotos) | Dades a WD                    |
| ------ | -------------------- | -------- | ------------ | ---------------------------------------- | --- | ------------------------------------------ | ------------------- | ----------------------------- |
|        | Mina Linda Mariquita | el Molar | mina         | Estil: arquitectura popular              | 41° 10′ 03″ N, 0° 42′ 27″ E / 41.1675°N,0.70756°E                                                                | bé cultural d'interès local                |                     | Modifica les dades a Wikidata |
|        | mina Raimunda        | el Molar | mina         | Estil: arquitectura popular 20th century | 41° 10′ 00″ N, 0° 42′ 52″ E / 41.1666°N,0.71443°E ca:Camí de Bellmunt, prop del barranc de Sta. Càndida 202 msnm | bé integrant del patrimoni cultural català | Mina Raimunda       | Modifica les dades a Wikidata |

## molí d'aigua
| imatge | Nom           | Ubicat a | instància de | Detalls                     | coordenades                                                          | Protecció                                  | Commons (més fotos) | Dades a WD                    |
| ------ | ------------- | -------- | ------------ | --------------------------- | -------------------------------------------------------------------- | ------------------------------------------ | ------------------- | ----------------------------- |
|        | Molí del Coco | el Molar | molí d'aigua |                             | 41° 08′ 39″ N, 0° 43′ 19″ E / 41.1440752769696°N,0.722075737202151°E |                                            |                     | Modifica les dades a Wikidata |
|        | Molí del Cocó | el Molar | molí d'aigua | Estil: arquitectura popular |                                                                      | bé integrant del patrimoni cultural català |                     | Modifica les dades a Wikidata |

## muntanya
| imatge | Nom                    | Ubicat a          | instància de | Detalls | coordenades                                                         | Protecció | Commons (més fotos) | Dades a WD                    |
| ------ | ---------------------- | ----------------- | ------------ | ------- | ------------------------------------------------------------------- | --------- | ------------------- | ----------------------------- |
|        | Coll de l'Àliga        | el Molar          | muntanya     |         | 41° 10′ 40″ N, 0° 41′ 40″ E / 41.17779167°N,0.69447778°E 385.6 msnm |           |                     | Modifica les dades a Wikidata |
|        | Coll del Molí          | el Molar          | muntanya     |         | 41° 08′ 48″ N, 0° 42′ 39″ E / 41.1466°N,0.710903°E 188.1 msnm       |           |                     | Modifica les dades a Wikidata |
|        | la Moleta Llarga       | el Molar          | muntanya     |         | 41° 10′ 19″ N, 0° 41′ 17″ E / 41.17188056°N,0.68803333°E 311.9 msnm |           |                     | Modifica les dades a Wikidata |
|        | lo Frare i l'Escolanet | el Molar el Lloar | muntanya     |         | 41° 11′ 21″ N, 0° 44′ 01″ E / 41.1892°N,0.733677°E 432.6 msnm       |           |                     | Modifica les dades a Wikidata |

## serra
| imatge | Nom               | Ubicat a            | instància de | Detalls | coordenades                                                         | Protecció | Commons (més fotos) | Dades a WD                    |
| ------ | ----------------- | ------------------- | ------------ | ------- | ------------------------------------------------------------------- | --------- | ------------------- | ----------------------------- |
|        | la Cresta         | el Lloar el Molar   | serra        |         | 41° 10′ 52″ N, 0° 43′ 55″ E / 41.1812°N,0.731931°E 466.7 msnm       |           |                     | Modifica les dades a Wikidata |
|        | serra de Badaceli | el Molar            | serra        |         | 41° 09′ 46″ N, 0° 43′ 29″ E / 41.16280556°N,0.72471389°E 248.4 msnm |           |                     | Modifica les dades a Wikidata |
|        | serra del Murallo | la Figuera el Molar | serra        |         | 41° 11′ 10″ N, 0° 40′ 29″ E / 41.18618611°N,0.67485556°E 474 msnm   |           |                     | Modifica les dades a Wikidata |

## Misc
| imatge | Nom                         | Ubicat a | instància de                                   | Detalls                                  | coordenades                                                            | Protecció                                  | Commons (més fotos)        | Dades a WD                    |
| ------ | --------------------------- | -------- | ---------------------------------------------- | ---------------------------------------- | ---------------------------------------------------------------------- | ------------------------------------------ | -------------------------- | ----------------------------- |
|        | Els rentadors i font        | el Molar | safareig                                       | Estil: arquitectura popular              | 41° 10′ 03″ N, 0° 41′ 55″ E / 41.16754°N,0.69866°E                     | bé integrant del patrimoni cultural català | Rentadors i font del Molar | Modifica les dades a Wikidata |
|        | Sant Roc del Molar          | el Molar | església                                       | Estil: arquitectura barroca 18th century | 41° 09′ 53″ N, 0° 42′ 20″ E / 41.1646°N,0.70553°E ca:Pl. de l'Església | bé cultural d'interès local                | Sant Roc del Molar         | Modifica les dades a Wikidata |
|        | casa consistorial del Molar | el Molar | casa consistorial                              |                                          | 41° 09′ 48″ N, 0° 42′ 22″ E / 41.1634256°N,0.7061084°E                 |                                            |                            | Modifica les dades a Wikidata |
|        | cementiri del Molar         | el Molar | cementiri                                      |                                          | 41° 10′ 02″ N, 0° 42′ 17″ E / 41.1673013788707°N,0.704691374129436°E   |                                            |                            | Modifica les dades a Wikidata |
|        | el Molar                    | el Molar | entitat singular de població capital municipal | 308 hab                                  | 41° 09′ 48″ N, 0° 42′ 22″ E / 41.16321°N,0.70604°E 218 msnm            |                                            |                            | Modifica les dades a Wikidata |